# Hedy Lamarr
Hedy Lamarr, geboren als Hedwig Eva Maria Kiesler (Wenen, 9 november 1914 – Altamonte Springs (Florida), 19 januari 2000) was een Oostenrijks-Amerikaanse actrice en uitvindster van Joodse afkomst.

## Levensloop
Hedy Lamarr was de dochter van de Oostenrijkse bankdirecteur Emil Kiesler en de Hongaarse pianiste Gertrud Lichtwitz, haar beide ouders waren van Joodse afkomst. Ze volgde de acteursopleiding van Max Reinhardt in Berlijn en had op haar zeventiende haar eerste filmrol, in de Duitse film Geld auf der Straße (1930). 
In 1933 verscheen ze als eerste vrouw naakt in een speelfilm, in de Tsjechische film Extase. Ze was gedurende tien minuten naakt te zien, eerst badend in een meertje en daarna door een bos rennend. De film werd in veel landen verboden of op zijn minst zwaar gecensureerd, omdat er een seksscène in voorkwam, overigens fake, waarin vrijwel alleen haar in extase verkerende gezicht was te zien. Het was de eerste maal dat een vrouwelijk orgasme werd uitgebeeld in een niet-pornografische film. De film werd door paus Pius XI afgekeurd.
In 1933 trouwde ze met de Weense wapenfabrikant Fritz Mandl, zijn vader was van Joodse komaf en zijn moeder katholiek. Hij genoot een katholieke opvoeding. Mandl had nauwe contacten met Adolf Hitler en Benito Mussolini. 
Mandl was zeer jaloers, verloor zijn vrouw geen moment uit het oog en verbood haar filmcarrière. Ze haatte haar man en de nazi-kringen waarin hij verkeerde en vluchtte in 1937 voor hem naar Londen, waar ze haar artiestennaam Hedy Lamarr aannam. Vervolgens zette ze haar filmcarrière voort in Amerika. Lamarr speelde vaak rollen als elegante en raadselachtige donkere schone, maar was niet erg gelukkig in de keuze van haar films. Zo wees ze een hoofdrol in Casablanca af. Haar grootste commerciële succes was haar rol als Delilah in Samson and Delilah van Cecil B. DeMille (1949). In 1958 speelde ze in haar laatste film, The Female Animal.
Lamarr werd in 1953 Amerikaans staatsburger, maar beschouwde de Verenigde Staten als een gevangenis, een onbewoond eiland. Ze trouwde in totaal zes maal, had een zoon en een dochter en een geadopteerde zoon. 
Lamarr overleed op 85-jarige leeftijd te Altamonte Springs (bij Orlando, Florida). Ze werd gecremeerd en volgens haar laatste wens werd haar as verstrooid in het Wienerwald bij Wenen. Ze heeft een gedenksteen op het Zentralfriedhof.

### Uitvinding
Naast haar filmcarrière stond Lamarr ook aan de wieg van de moderne communicatietechniek. Fritz Mandl, haar eerste echtgenoot, was niet alleen wapenhandelaar, maar bouwde ook vliegtuigen en deed onderzoek naar besturingssystemen. Lamarr raakte geïnteresseerd en bedacht later een methode waarmee radiocommunicatie door middel van frequentieverspringing ongevoelig gemaakt kan worden voor storingen van buitenaf. 
In samenwerking met componist George Antheil wist ze dit tot een bruikbare methode uit te werken voor het vanuit een op grote hoogte vliegend observatievliegtuig besturen van torpedo's. Ze noemden hun uitvinding Secret Communications System en vroegen patent aan, dat op 11 augustus 1942 werd toegekend. Echter, de Amerikaanse marine was destijds niet ontvankelijk voor uitvindingen van buitenaf, bovendien was de elektronica nog niet zo geavanceerd. 
Pas in 1962, drie jaar na het aflopen van het patent, werd een gemoderniseerde versie van het ontwerp door de Amerikaanse marine geïmplementeerd in de ontwikkeling en bouw van geluidsboeien. Het ontwerp stond aan de basis van frequency hopping spread spectrum; een techniek die heden ten dage wordt toegepast in vrijwel alle draadloze digitale communicatietechniek, zoals UMTS, bluetooth en wifi.
De jaarlijkse Dag van de Uitvinders wordt ter ere van Lamarr op haar geboortedag gehouden: 9 november. Lamarr en Antheil werden in 2014 postuum opgenomen in de National Inventors Hall of Fame.

## Trivia
In 2022 nam gitarist Jeff Beck samen met Johnny Depp het album 18 op met daarop het nummer "This Is A Song For Miss Hedy Lamarr", een ode aan de actrice.